# Sandhi
Il sandhi (dal sanscrito saṃdhi, संधि, "unione", pronunciato /sən̪d̪ʱi/, in italiano generalmente /'sandi/) è un termine utilizzato dagli antichi grammatici indiani e poi ripreso dalla linguistica di fine Ottocento per indicare l'insieme dei cambiamenti fonetici che avvengono in confine di morfema o tra parola e parola. Nel primo caso si parla di sandhi interno, nel secondo di sandhi esterno.
Un sinonimo di sandhi è legamento.